# فيراري إف 2005
فيراري إف 2005 هي سيارة فورمولا 1 ذات مقعد واحد أدخلها سكوديريا فيراري في بطولة العالم للفورمولا 1 لعام 2005، بقيادة مايكل شوماخر وروبنز باريكيلو. الإيطالي لوكا بادور والإسباني مارك جيني هما سائقا الاختبار. تم تقديمها في مارانيلو في 25.

## تاريخي

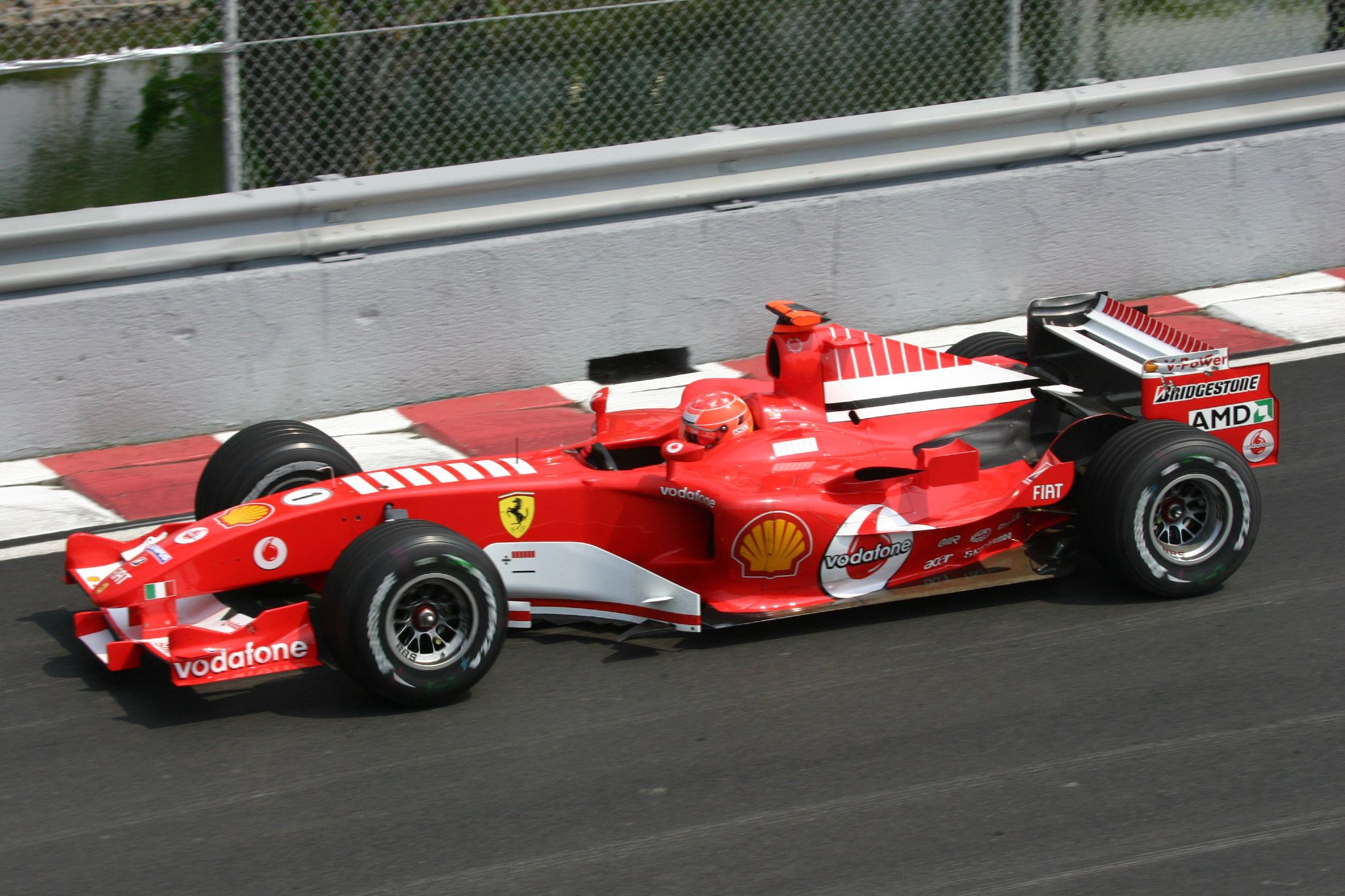
سيارة مايكل شوماخر فيراري ف2005 أثناء اختبار سباق الجائزة الكبرى الكندي لعام 2005.

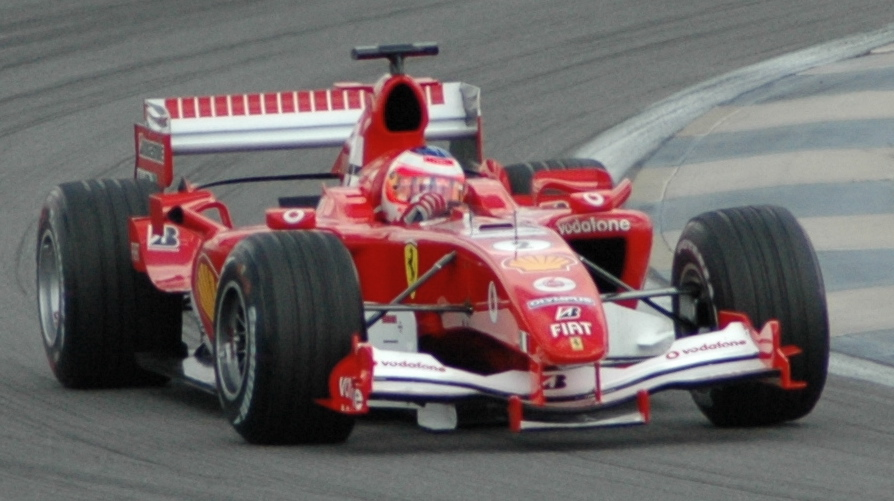
روبنز باريكيلو يقود سيارة فيراري F2005 أثناء التصفيات المؤهلة لسباق الجائزة الكبرى للولايات المتحدة لعام 2005.

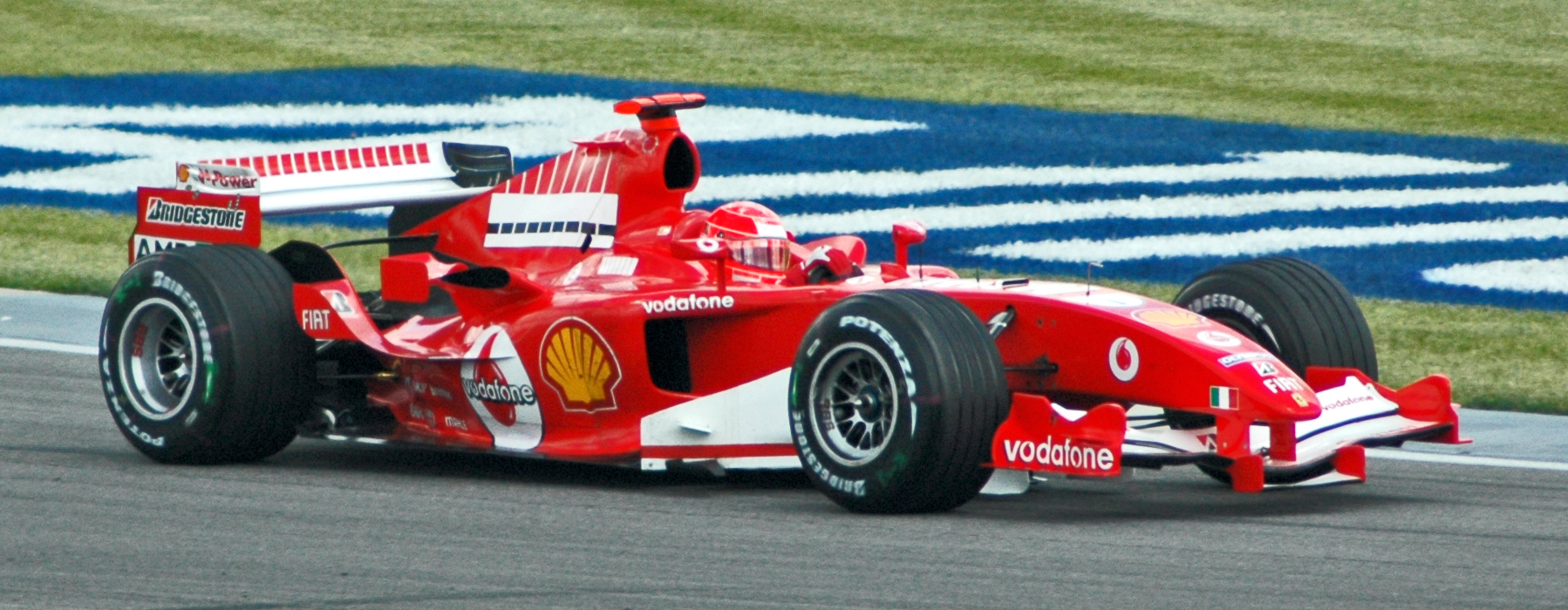
سيارة مايكل شوماخر فيراري F2005 أثناء اختبار سباق الجائزة الكبرى للولايات المتحدة لعام 2005.

أجبرت اللوائح الديناميكية الهوائية الجديدة لعام 2005 الفريق على زيادة كبيرة في الوزن وتصميم مختلف تمامًا عن سابقتها، فيراري. بالإضافة إلى ذلك، فإن التغيير في اللوائح المتعلقة بالإطارات يضعف الشراكة الحصرية بين بريدجستون وفيراري ضد ميشلان. وفاءً للاستراتيجية المنتصرة في عامي 2002 و2003، يبدأ الفريق الموسم بسيارة من العام السابق متكيفة مع اللوائح الجديدة، وهو الوقت المناسب لجعل السيارة الجديدة أكثر موثوقية.
على عجلة سيارة فيراري F2004M، المستمدة من سيارة فيراري يبدأ مايكل شوماخر وروبنز باريكيلو موسم 2005. ومن المقرر دخول فراري لسباق الجائزة الكبرى الاسباني، الجولة الخامسة من الموسم. ومع ذلك، فإن الأداء غير الكافي لسيارة أجبر صناع القرار في سكوديريا على الإسراع في دخول السيارة ذات المقعد الواحد الجديدة، خاصة وأن رينو سيطرت على هذه البداية لهذا الموسم.